# 김태훈 (1980년)
김태훈(1980년 4월 23일 ~ )은 전 KBO 리그 야구 선수의 내야수이다.

## 출신학교
- 대전고등학교 (전학)→ 경기고등학교
- 단국대학교 (1999학번)